# سیارک ۱۸۶۷۶
سیارک ۱۸۶۷۶ (به انگلیسی: 18676 Zdenkaplavcova، نامگذاری:1998FE73) هجده هزار و ششصد و هفتاد و ششمین سیارک کشف شده‌است که در ۳۰ مارس ۱۹۹۸ کشف شد.
قدر مطلق سیارک برابر ۱۴٫۹۰ است.